# Holmarksee
Der Holmarksee (deutsch auch Hollmarksee, dänisch Holmark Sø) ist ein knapp 2 ha großer Binnensee und liegt im Ortsteil Kleinsolt-Heidefeld der Gemeinde Freienwill südlich von Flensburg. Der See wurde noch bis zum 19. Jahrhundert einzig für die Fischerei genutzt. Damals hatte er noch eine Gesamtfläche von 4,05 ha. Nach dem Bau eines Abflusses zur Kielstau verringerte sich die Fläche jedoch auf die heutigen Ausmaße. Der See mit einer Uferlänge von 516 m wird heute vor allem als Badesee genutzt.
Der Name des Sees ist erstmals 1780 als Holmark Soe dokumentiert und verweist auf die nahe Flur Holmark. Der Namensbestandteil Hol- geht hierbei auf dänisch hul (vgl. altnordisch hol) für Loch zurück.